# 주방여단

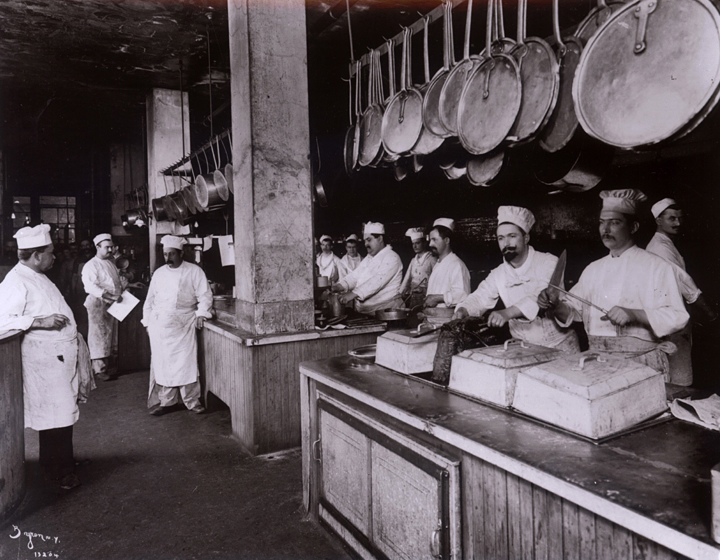
1902년 미국 뉴욕시의 델모니코 레스토랑의 주방.

주방여단(프랑스어: Brigade de cuisine 브리가드 드 퀴진[bʁiɡad də kɥizin][*])은 레스토랑이나 호텔에서 사용되는 직급 시스템이다.
오귀스트 에스코피에가 개념을 개발하고 발전시켰다.

## 직급
1. 셰프 드 퀴진(프랑스어: chef de cuisine, 영어: kitchen chef, head chef)
주방장. 주방의 전체 경영을 책임진다. 레스토랑 지배인과 함께 신메뉴를 준비하고 식자재 구매를 발주한다.[3]
2. 수셰프 드 퀴진(프랑스어: sous-chef de cuisine, 영어: deputy kitchen chef)
셰프 드 퀴진의 직접 지시를 받아 주방을 경영한다.[3]
3. 셰프 드 파르티(프랑스어: chef de partie, 영어: station chefs)
각 파르티(파트, 부문)의 책임자.[3]
4. 데미셰프 드 파르티(프랑스어: demi-chef de partie)
셰프 드 파르티의 보좌역.
5. 코미(프랑스어: commis, 영어: junior cook)
조리사. 각 파트에서 셰프 드 파르티 밑에서 일한다. 요리도구 관리도 담당한다.
6. 아프랭티(프랑스어: apprenti(e), 틀:Llanr)
도제. 준비작업과 청소를 도우면서 요리를 배우는 학생.
7. 코미 드 데바라쇠르(프랑스어: commis de débarrasseur, 영어: busser)
식탁 치우기 담당 말단직원.

## 부문
소시예(프랑스어: saucier, 영어: sauce maker)
소스와 오르되브르를 준비하고, 육고기 요리를 마무리한다. 작은 업장에서는 생선 요리도 소시예가 마무리하기도 한다.
푸아소니예(프랑스어: Poissonnier, 영어: fish cook)
생선 및 해산물 담당.
로티쇠르(프랑스어: rôtisseur, 영어: roast cook)
로스팅, 그릴링, 튀김 등 담당.
그리야르댕(프랑스어: Grillardin, 영어: grill cook)
큰 매장에서, 로티쇠르 밑에서 그릴링을 담당.
프리튀르예(프랑스어: Friturier, 영어: fry cook)
큰 매장에서, 로티쇠르 밑에서 튀김을 담당.
앙트르메티예(프랑스어: Entremétier)
고기나 생선이 들어가지 않는 국물요리를 담당한다. 원래는 앙트레 담당이었다.
포타지예(프랑스어: Potagier, 영어: soup cook)
큰 매장에서, 앙트르메티예 밑에서 수프를 담당.
레귀므예(프랑스어: legumier, 영어: vegetable cook)
큰 매장에서, 앙트르메티예 밑에서 채소를 담당.

## 같이 보기
- 셰프
- 웨이터

## 참고 자료
- Dominé, André (ed.). Culinaria France. Cologne: Könemann Verlagsgesellschaft mbh, 1998. ISBN 978-3-8331-1129-7
- The Culinary Institute of America (2006). 《The Professional Chef》 8판. Hoboken, New Jersey: John Wiley & Sons. ISBN 978-0-7645-5734-7.
- Patrick Rambourg, Histoire de la cuisine et de la gastronomie françaises, Paris, Ed. Perrin (coll. tempus n° 359), 2010, 381 pages. ISBN 978-2-262-03318-7